# Г'янам
Г'яна́м (Г'яман, Джаман) — велике ранньополітичне державне утворення з досить чіткою територіальною структурою та соціальною організацією народу аброн з групи акан на території сучасних держав Кот-д'Івуару та Гани. Назва в перекладі з мови аброн означає Країна переселенців.
Держава була утворена в результаті захоплень в 1690 році земель навколо новоствореного міста Занзан, яке було королівською резиденцією правителів. Першим королем був Тан Дате, який привів сюди народ аброн із Кумасі. Із захопленням територій племен сенуфо та близьких до них енічних груп, а також куланго, діула та інших народів, аброн підкорили значні території на південь, схід та північ від міста Бондуку. Столиця була перенесена до Бондуку, біля якого було створене торгове містечко.
В склад Г'янам входили 6 провінцій, з яких 4 знаходились на території Кот-д'Івуару, а 2 провінції на сучасній території Гани. До кожної провінції були причислені поселення-сателіти.
В соціальній ієрархії найвищі штабелі займали аброн, яким належали привілеї управління в центрі цього володіння та в провінціях. Діула, що займались торгівлею, причислялись до другої категорії, а куланго — в масі своїй землеробці — відносились до ще нижчої соціальної категорії.
Як самостійне державне утворення Г'янам проіснувало фактично до 1740 року, коли воно було підкорене правителями Ашанті, які не захотіли мати досить сильного та незалежного сусіда на своєму західному кордоні. Правителі Г'янам неодноразово (в 1750, 1764, 1798, 1800, 1818 роках) піднімали повстання проти ашанті за відновлення незалежності.